# Gabriel Auguste Daubrée
Gabriel Auguste Daubrèe (Metz, 26 giugno 1814 – Parigi, 29 maggio 1896) è stato un geologo francese.
Fu membro della Accademia Reale Svedese delle Scienze dal 1892. Studiò molti fenomeni meccanici delle rocce, avvalendosi spesso di esperimenti di laboratorio. Volendo studiare ciò che accadeva negli strati più interni del pianeta Terra, Daubrée analizzò la dissoluzione dei silicati tramite vapore acqueo e come il vapor d'acqua potesse costituire nuovi minerali.